# Oceánský pohár národů 2024
Oceánský pohár národů 2024 byl 11. ročníkem tohoto turnaje. Turnaj hostily Fidži a Vanuatu v dnech 15. až 30. června 2024. Obhájcem titulu z ročníku 2016 byl Nový Zéland (ročník 2020 byl zrušen z důvodu pandemie covidu-19). Nový Zéland titul obhájil a získal šestý titul.
Nejlepším střelcem byl Roy Krishna z Fidži.

## Stadiony
| Suva             | Port Vila              |
| ---------------- | ---------------------- |
| HFC Bank Stadium | VFF Freshwater Stadium |
| Kapacita: 4 300  | Kapacita: 6 500        |
|                  |                        |

## Týmy

### Kvalifikace

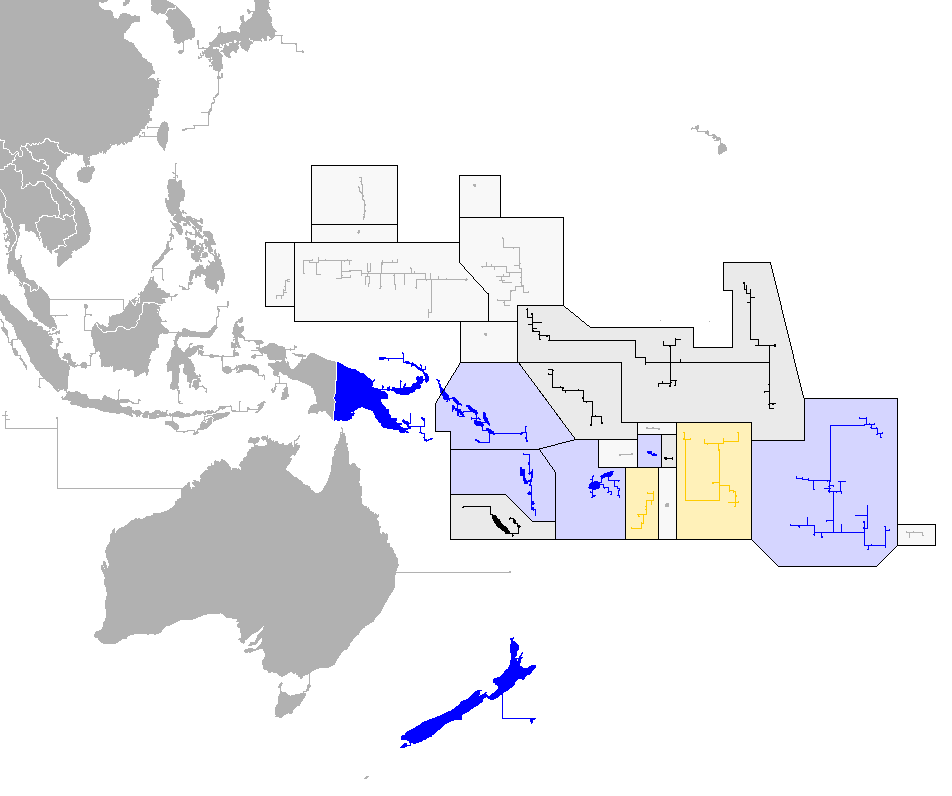
Kvalifikoval se
Nekvalifikoval se
Odstoupil nebo byl diskvalifikován
Není členem OFC

Prvních 7 nejlepších týmů žebříčku FIFA se kvalifikovalo automaticky.
Kvalifikace se hrála od 20. do 26. března 2024. Vyhrála ji Samoa. Kvalifikaci hostila Tonga.
Poprvé od roku 1996 se nezúčastnila Americká Samoa.
| Poř. | Tým             | Z | V | R | P | Skóre | +/- | Body |
| ---- | --------------- | - | - | - | - | ----- | --- | ---- |
| 1.   | Samoa           | 2 | 2 | 0 | 0 | 5:1   | +4  | 6    |
| 2.   | Cookovy ostrovy | 2 | 1 | 0 | 1 | 1:1   | 0   | 3    |
| 3.   | Tonga (H)       | 2 | 0 | 0 | 2 | 1:5   | -4  | 0    |

H je označen hostitel

### Kvalifikované týmy
| Tým                 | Kvalifikace             | Datum kvalifikace | Poslední účast | Předchozí nejlepší umístění          | Žebříček FIFA na začátku turnaje |
| ------------------- | ----------------------- | ----------------- | -------------- | ------------------------------------ | -------------------------------- |
| Vanuatu             | Hostitel                | 1. prosince 2023  | 2016           | 4. místo (1973, 2000, 2002, 2008)    | 172                              |
| Fidži               | Hostitel                | 24. ledna 2024    | 2016           | 3. místo (1998, 2008)                | 168                              |
| Nová Kaledonie      | Automatická kvalifikace | 24. ledna 2024    | 2016           | Finalista (2008, 2012)               | 158                              |
| Nový Zéland         | Automatická kvalifikace | 24. ledna 2024    | 2016           | Vítěz (1973, 1998, 2002, 2008, 2016) | 104                              |
| Papua Nová Guinea   | Automatická kvalifikace | 24. ledna 2024    | 2016           | Finalista (2016)                     | 166                              |
| Šalomounovy ostrovy | Automatická kvalifikace | 24. ledna 2024    | 2016           | Finalista (2004)                     | 132                              |
| Tahiti              | Automatická kvalifikace | 24. ledna 2024    | 2016           | Vítěz (2012)                         | 162                              |
| Samoa               | Vítěz kvalifikace       | 23. března 2024   | 2016           | Skupinová fáze (2012, 2016)          | 181                              |

## Rozhodčí

### Rozhodčí
- Veer Singh
- Calvin Berg
- Campbell-Kirk Kawana-Waugh
- David Yareboinen
- Ben Aukwai
- Shama Maemae
- Teremoana Roihau

### Asistenti rozhodčí
- Avinesh Narayan
- Mark Rule
- Isaac Trevis
- Malaetala Salanoa
- Natalia Lumukana
- Bernard Mutukera
- Jeffery Solodia
- Vaihina Teura
- Folio Moeaki
- Jeremy Garae

## Los
Los proběhl dne 24. ledna 2024 v Aucklandu. Týmy byly rozděleny do dvou skupin, každé po 4 týmech.
| Tým               | # |
| ----------------- | - |
| Nový Zéland       | 1 |
| Papua Nová Guinea | 2 |

| Tým                 | # |
| ------------------- | - |
| Nová Kaledonie      | 3 |
| Šalomounovy ostrovy | 4 |
| Tahiti              | 5 |
| Fidži               | 6 |

| Tým     | # |
| ------- | - |
| Vanuatu | 7 |
| Samoa   | 8 |

## Skupinová fáze

### Skupina A
| Poř. | Tým                 | Z | V | R | P | Skóre | +/- | Body | Kvalifikácia         |
| ---- | ------------------- | - | - | - | - | ----- | --- | ---- | -------------------- |
| 1.   | Nový Zéland         | 2 | 2 | 0 | 0 | 7:0   | +7  | 6    | Postup do semifinále |
| 2.   | Vanuatu (H)         | 2 | 1 | 0 | 1 | 1:4   | -3  | 3    | Postup do semifinále |
| 3.   | Šalomounovy ostrovy | 2 | 0 | 0 | 2 | 0:4   | -4  | 0    |                      |
| 4.   | Nová Kaledonie      | 0 | 0 | 0 | 0 | 0:0   | 0   | 0    |                      |

### Skupina B
| Poř. | Tým               | Z | V | R | P | Skóre | +/- | Body | Kvalifikácia         |
| ---- | ----------------- | - | - | - | - | ----- | --- | ---- | -------------------- |
| 1.   | Fidži (H)         | 3 | 3 | 0 | 0 | 15:2  | +13 | 9    | Postup do semifinále |
| 2.   | Tahiti            | 3 | 1 | 1 | 1 | 3:2   | +1  | 4    | Postup do semifinále |
| 3.   | Papua Nová Guinea | 3 | 1 | 1 | 1 | 4:7   | -3  | 4    |                      |
| 4.   | Samoa             | 3 | 0 | 0 | 3 | 2:13  | -11 | 0    |                      |

H je označen hostitel

## Vyřazovací fáze

### Semifinále
| 27. června 2024 11:00                         |     |        |                                                          |
| Nový Zéland                                   | 5:0 | Tahiti | VFF Freshwater Stadium diváci: 2000 rozhodčí: Veer Singh |
| Surman 7' Waine 45' 53' Barbarouses 45+3' 72' |     |        | VFF Freshwater Stadium diváci: 2000 rozhodčí: Veer Singh |

| 27. června 2024 15:00 |     |                           |                                                                          |
| Fidži                 | 1:2 | Vanuatu                   | VFF Freshwater Stadium diváci: 5200 rozhodčí: Campbell-Kirk Kawana-Waugh |
| Cavuilagi 46'         |     | Spokeyjack 12' Thomas 56' | VFF Freshwater Stadium diváci: 5200 rozhodčí: Campbell-Kirk Kawana-Waugh |

### O 3. místo
| 30. června 2024 11:00 |     |             |                                                                          |
| Tahiti                | 1:2 | Fidži       | VFF Freshwater Stadium diváci: 3000 rozhodčí: Campbell-Kirk Kawana-Waugh |
| T. Tehau 72' 83'      |     | Krishna 58' | VFF Freshwater Stadium diváci: 3000 rozhodčí: Campbell-Kirk Kawana-Waugh |

### Finále
| 30. června 2024 15:00              |     |         |                                                           |
| Nový Zéland                        | 3:0 | Vanuatu | VFF Freshwater Stadium diváci: 10000 rozhodčí: Ben Aukwai |
| Howieson 2' Randall 83' Mata 90+1' |     |         | VFF Freshwater Stadium diváci: 10000 rozhodčí: Ben Aukwai |

## Střelci

### 5 gólů
- Roy Krishna

### 4 góly
- Ben Waine

### 3 góly
- Thomas Dunn
- Kosta Barbarouses
- Teaonui Tehau

### 2 góly
- Nabil Begg
- Etonia Dogalau
- Setareki Hughes
- Max Mata
- Tommy Semmy
- Matéo Degrumelle

### 1 gól
- Filipe Baravilala
- Sitiveni Cavuilagi
- Cameron Howieson
- Elijah Just
- Ben Old
- Jesse Randall
- Finn Surman
- Ati Kepo
- Pala Paul
- Luke Salisbury
- Pharrell Trainor
- Johnathan Spokeyjack
- Kensi Tangis
- Jason Thomas

### 1 vlastní gól
- Alwin Komolongi (proti Fidži)
- Brian Kaltak (proti Novému Zélandu)

## Ocenění
- Nejlepší hráč:
  - 1. místo:  Liberato Cacace
  - 2. místo:  Kosta Barbarouses
  - 3. místo:  Kensi Tangis
- Nejlepší střelec:
  - 1. místo:  Roy Krishna
  - 2. místo:  Ben Waine
  - 3. místo:  Kosta Barbarouses
- Nejlepší mladý hráč:  Fin Surman
- Nejlepší brankář:  Max Crocombe
- Cena fair-play:  Nový Zéland